# Campionati del mondo di ciclismo su strada 1999 - Gara in linea maschile Under-23
La gara in linea maschile Under-23 dei Campionati del mondo di ciclismo su strada 1999 è stata corsa l'8 ottobre in Italia, nei dintorni di Verona, su un percorso di 16,25 km/h da ripetere 11 volte per un totale di 178,7 km. La medaglia d'oro è stata vinta dall'italiano Leonardo Giordani con il tempo di 4h22'36", alla media di 40,64 km/h, l'argento all'altro italiano Luca Paolini e a completare il podio il tedesco Matthias Kessler.
Partenza con 182 ciclisti, dei quali 89 completarono la gara.

## Squadre e corridori partecipanti
| N.      | Cod. | Squadra         |
| ------- | ---- | --------------- |
| 1-6     | ITA  | Italia          |
| 7-11    | BLR  | Bielorussia     |
| 12-16   | NOR  | Norvegia        |
| 17-21   | AUT  | Austria         |
| 22-26   | COL  | Colombia        |
| 27-28   | YUG  | Iugoslavia      |
| 29-33   | FRA  | Francia         |
| 34-38   | SLO  | Slovenia        |
| 39-43   | SUI  | Svizzera        |
| 44-48   | GER  | Germania        |
| 49-53   | BEL  | Belgio          |
| 54-58   | LTU  | Lituania        |
| 59-63   | LUX  | Lussemburgo     |
| 64-68   | AUS  | Australia       |
| 69-72   | FIN  | Finlandia       |
| 73-77   | NED  | Paesi Bassi     |
| 78-82   | POL  | Polonia         |
| 83-87   | RUS  | Russia          |
| 88-92   | DEN  | Danimarca       |
| 93-97   | CZE  | Repubblica Ceca |
| 98-102  | USA  | Stati Uniti     |
| 103-107 | ESP  | Spagna          |
| 108-109 | CAN  | Canada          |
| 110-112 | NZL  | Nuova Zelanda   |
| 113-117 | IRL  | Irlanda         |

| N.      | Cod. | Squadra       |
| ------- | ---- | ------------- |
| 118-121 | UKR  | Ukraina       |
| 122-125 | SVK  | Slovacchia    |
| 126-127 | KAZ  | Kazakistan    |
| 128-131 | HUN  | Ungheria      |
| 132-135 | CRO  | Croazia       |
| 136-139 | RSA  | Sud Africa    |
| 140-143 | GBR  | Gran Bretagna |
| 144     | GRE  | Grecia        |
| 145-147 | SWE  | Svezia        |
| 148-149 | BRA  | Brasile       |
| 150-152 | JPN  | Giappone      |
| 153     | EST  | Estonia       |
| 154-155 | ZIM  | Zimbabwe      |
| 156-158 | MEX  | Messico       |
| 159-161 | ERI  | Eritrea       |
| 162     | UZB  | Uzbekistan    |
| 163-165 | BUL  | Bulgaria      |
| 166     | LIE  | Liechtenstein |
| 167-169 | EGY  | Egitto        |
| 170     | GEO  | Georgia       |
| 171-173 | VEN  | Venezuela     |
| 174-176 | MDA  | Moldavia      |
| 177-180 | POR  | Portogallo    |
| 181-182 | LAT  | Lettonia      |

## Ordine d'arrivo (Top 10)
| Pos. | Corridore           | Squadra     | Tempo    |
| ---- | ------------------- | ----------- | -------- |
| 1    | Leonardo Giordani   | Italia      | 4h22'36" |
| 2    | Luca Paolini        | Italia      | a 9"     |
| 3    | Matthias Kessler    | Germania    | s.t.     |
| 4    | Kim Kirchen         | Lussemburgo | s.t.     |
| 5    | Patrick Calcagni    | Svizzera    | s.t.     |
| 6    | Björn Leukemans     | Belgio      | s.t.     |
| 7    | Marius Sabaliauskas | Lituania    | s.t.     |
| 8    | Angelo Lopeboselli  | Italia      | s.t.     |
| 9    | Steven Kleynen      | Belgio      | s.t.     |
| 10   | Dmitri Dementiev    | Russia      | s.t.     |